# Dragon Ball Z
A Dragon Ball Z (ドラゴンボールZ; Doragon Bóru Zetto), hivatalos magyar kiejtéssel Dragon Ball Zed, a Dragon Ball manga- és anime második, egyben leghosszabb történetíve, melyet Torijama Akira írt, anime változatát pedig a Toei Animation készítette, 1989 és 1996 között. Ezen a néven csak az anime futott, a manga megtartotta elnevezését, kivéve az Egyesült Államokban.
A Dragon Ball történetének közvetlen folytatásaként a cselekmény középpontjában ezúttal is Son Goku áll. Ő és barátai az eddigiekhez képest sötétebb és életre-halálra zajló küzdelmek közepette idegen hódítókkal és mágikus teremtményekkel veszik fel a harcot, a Föld védelmében. Goku mellé felnő főszereplőként két fia, Gohan, és később Goten, és az eddig gonosz karakterekként szereplő Ifjú Sátán és Vegita is a jók táborát erősítik.
Magyarországon 1998-1999 között mutatták be az animét, amelynek sugárzását botrányos körülmények közepette szakították félbe. A teljesen szinkronizált sorozatot végül 14 évvel később, 2013-ban adták le újra magyar tévében, ezúttal teljes egészében.
A Dragon Ball Z népszerűségének köszönhető, hogy készült hozzá 1997-ben egy anime-exkluzív folytatás, a Dragon Ball GT; továbbá 2011-ben egy képileg felújított és a mangában nem szereplő jelenetek többségének kivágásával újraalkotott változat, a Dragon Ball Kai; továbbá 2015-ben egy újabb folytatás, a Dragon Ball Super.

## A sorozat megszületése és az alkotói folyamat
Amint a Dragon Ball véget ért, a Toei Animation nekilátott egy újabb anime adaptáció elkészítésének, ez volt a Dragon Ball Z, mely öt évvel az előző történet vége után játszódik. Története a manga utolsó huszonhat kötetét öleli fel, melyek a Súkan Sónen Jumpban jelentek meg 1989 és 1995 között. Japánban 1989 és 1996 között ment a Fuji TV műsorán, az előd műsorsávjában, összesen 291 epizódon keresztül. Az első sorozathoz képest a humoros elemek kissé a háttérbe szorultak, és az akció vette át a főszerepet.
A sorozat rendkívüli népszerűségét bizonyítja, hogy 2015-ig összesen 15 mozifilm is készült hozzá, melyek azonban nem illeszthetőek bele szorosan a sorozat cselekményébe (kivéve az utolsó kettőt, melyek a Dragon Ball Super alapjául szolgáltak). Emellett készült két, televízióban bemutatott speciális epizód is, amelyek viszont már hozzáilleszthetőek a történethez.
2009-ben elkezdték, majd kis kihagyás után 2014-ben befejezték a sorozat HD-minőségű revízióját, a Dragon Ball Kait. Ez tulajdonképpen az eredeti epizódok digitális felújítása volt, kivágva belőle szinte minden olyan részt, amit az animátorok utólag tettek hozzá, tehát csakis olyan dolgok maradtak meg, melyek a mangában is olvashatóak. 2015-ben bejelentettek egy új Dragon Ball-sorozatot, mely a Dragon Ball Super címet viseli. Ez a sorozat részben a Z folytatása, de figyelmen kívül hagyja a Dragon Ball Z bizonyos történéseit.

## Története
Öt év telt el a Dragon Ball eseményei óta, amikor Son Goku feleségül vette Chi-Chi-t. Kettejüknek született egy közös gyereke is, Son Gohan, aki nagyon tehetséges lenne, de az anyja azt szeretné, ha inkább tanulna, és nem foglalkozna a harcművészetekkel. Egy nap azonban minden megváltozik, amikor egy különös idegen, Raditz érkezik a Földre. Önmagát csillagharcosnak, Gokut pedig a testvérének nevezi, aki szintén egy volt közülük, feladata pedig a Föld meghódítása lett volna, amely azonban egy gyerekkori súlyos fejsérülés miatt elfelejtődött. Mivel Goku nem hajlandó közéjük állni, Raditz elrabolja a fiát. Az ősellenségből szövetségessé előlépő Ifjú Sátán segítségével azonban felveszik a harcot Raditz-cal, és bár együtt sikerül legyőzniük, a csatában Goku is életét veszti. Míg a kristálygömbök segítségével fel nem támasztják, hogy szembeszállhasson Nappával és Vegitával, a két másik csillagharcossal,  Ifjú Sátán vállalja a feladatot, hogy tréningezi Gohant. Sátán kezdetben nagyon durvának mutatkozik, mégis szép lassan összebarátkozik Gohannal, és amikor a két csillagharcossal küzdenek, képes feláldozni az életét a fiúért. Mivel azonban meghal, a kristálygömbök is kővé válnak. Goku, aki a másvilágon Kaitónál új képességeket tanult, késve érkezik vissza a Földre, s végül hosszas küzdelemben győz. Bár az életben maradottak végezni akarnak vele, Goku megkíméli Vegita életét.
Harc közben Krillin meghallja, hogy Vegita az eredeti kristálygömbökről beszél, melyek Ifjú Sátán szülőbolygóján, a Namek bolygón találhatók. Gohan, Krillin, Bulma, (és egy másik űrhajóban, felépülése után Goku is ) elindulnak, hogy azok segítségével feltámaszthassák barátaikat. Csakhogy a bolygón ott van már Dermesztő, Vegita egykori főnöke, a zsarnok hadúr, aki örök életet szeretne a gömbök segítségével. És ott van Vegita is, aki már Dermesztő ádáz ellenfeleként érkezik, ugyancsak a kristálygömbökre vadászva. Vegita rájön, hogy egyedül nem bír el Dermesztő embereivel, ezért kényszerű szövetséget köt Krillinnel és Gohannal. A végső küzdelem aztán Goku és Dermesztő közt zajlik, mely során Goku eléri a legendás szuper csillagharcos állapotot, mellyel könnyűszerrel győzedelmeskedik.
Néhány filler-epizódot követően (mely a Halálzóna című film közvetlen folytatása) egy fiatalember, Trunks érkezik, állítása szerint a jövő apokaliptikus világából, megmenteni a Földet. Felhívja a figyelmet arra, hogy a Goku által rég legyőzött Vörös Szalag sereg tudósa, Dr. Gero különösen erős androidokat tervezett, melyek azért léteznek, hogy bosszút álljanak. Három év múlva fognak aktiválódni, de mivel Goku addig meghal egy ritka szívbetegségben, ezért a pusztulás biztos. Miután meghozta a gyógyszert, és felkészítette a többieket is, megnyugszik, és elmegy. Három évvel később visszatér, és együttes erővel segít az androidokkal való harc során a többieknek. Csakhogy mint kiderül, egy alternatív idősíkban Dr. Gero számítógépe létrehozott egy különleges lényt, Cellt, aki az androidok magába olvasztásával tud tökéletesedni és erősödni. Legyőzni esélytelennek látszik, mire Cell megrendezi a saját harcművészeti nagytornáját. Goku feláldozza az életét, hogy megmentse a Földet, de Gohan, aki nagy meglepetésre eléri a második szuper csillagharcos szintet, végez Cell-lel. Goku, mivel már másodszor halt meg, nem támasztható fel a kristálygömbökkel, de ő nem is szeretne feltámadni, mert elindul kalandjaira a másvilágon.
Hét évvel később Gohan már tinédzser, és megszületett Goku másik fia, Goten is. Mindketten részt vesznek az aktuális harcművészeti nagytornán, ahol különleges engedéllyel ott van Goku is. Hamarosan mindannyian az események sodrásába kerülnek, amikor kiderül, hogy egy gonosz varázsló, Babidi érkezett a Földre, mágikus teremtményével, Bubuval. A vele való küzdelmen az Univerzum sorsa is múlik, ezért Goku visszakapja az életét. Elsajátítja a harmadik szintű szuper csillagharcos állapotot, illetve a többieket megtanítja egy különleges fúziós technikára. Hosszú és rengeteg pusztulással járó küzdelem után Goku speciális támadásával, a Genki golyóval végez Bubuval, melyhez a Föld minden lakójának erejére szüksége van. Goku azt kívánja, hogy Bubu a gonoszságtól megtisztulva szülessen újjá.
Tíz évvel ezután aztán megjelenik az újjászületett Bubu, Uub. Egy harcművészeti tornán küzd meg Gokuval, ahol azonban nem bírnak egymással, ezért Goku elviszi őt magával edzeni, hogy ő legyen a Föld új védelmezője.

## Hatás
Sokan úgy tartják számon a sorozatot, mint az anime úttörőjét Nyugaton, bár ezen nézettel lehet vitatkozni, de azt azonban el kell ismerni, hogy a műfaj ennek a sorozatnak köszönhetően terjedt el a fiatalság körében. Bár ezt pozitívumként foghatjuk fel, mégis megosztotta, illetve mindmáig megosztja az animerajongókat. Témája leginkább a harc a jó és gonosz között. A sorozat üzenete a család, és a barátok fontossága, valamint az, hogy soha ne add fel. Hatása máig érezhető, ami jórészt annak is köszönhető, hogy újabb és újabb feldolgozások, kiadások és a sorozathoz kötődő videojátékok jelennek meg a mai napig.
Ez utóbbi népszerűségét bizonyítja az is, hogy Hollywood is lecsapott a népszerű sorozatra és 2009. március 10-én (Amerikában április 10-én) bemutatták a Dragon Ball első hollywoodi feldolgozását, Dragonball: Evolúció címmel. A film már az óriási méreteket öltött reklámozás idején is kapott negatív kritikákat elsősorban az előzetesek kiadása után. A film azonban a legmodernebb speciális effektek és CGI technológia ellenére is totális kudarccal végződött, elsősorban azért, mert a címen, a szereplők nevein és a kristálygömbök meglétén kívül semmi másban nem hasonlított az eredeti műre. Az alapszituáció elsősorban a kristálygömbök keresésén alapszik és a végkifejlet a Szívtelen Sátán elleni harcba torkollik, azonban a történet nagyjából ebben ki is merül az eredeti műhöz képest. Nagyon sokan a sorozat szellemiségének a meggyalázását látják a filmben.

## Cenzúrázás
Mivel a Dragon Ball Z-et úgy kezelték, hogy az a lehető legszélesebb nézőközönség számára elérhető legyen, így számos országban végeztek rajta utómunkálatokat. Különösen a szexuális jellegű poénok és a túl erőszakos jelenetek kerültek kivágásra. A Magyarországon látott verzió (Francia kiadás, melyet a Sailor Moon-al együtt vásárolt meg az RTL Klub) az alap Dragon Ball után már csak kisebb módosításokat tartalmaz, de például az angol nyelvű változatban a halott karakterek egy másik dimenzióba kerültek. Az első sorozat teljes átszerkesztése után a Z sorozat sokkal agresszívebb és rövid idő után a francia cég feladta a munkálatokat vele. Egyetlen esetben megváltoztatták a szereplő nevét: így lett Mr. Satan a legtöbb nyugati változatban Herkules.

## Magyarországon
Hazánkban a Dragon Ball befejezése után indult az új széria az RTL Klub-on, egy már eleve jelentős rajongótábort bővítve tovább. A magyar változatot a francia AB International Distribution forgalmazta, amely viszonylag sok változtatást hajtott végre a sorozaton: az erőszakos, véres és a szexualitásra utaló jeleneteket kivágták, valamint a szöveget néhol átírták. A sorozat új főcímet-zárófőcímet kapott, méghozzá magyarra fordítva. Az amerikai változatokkal szemben azonban a sorozat eredeti zenéit megtartották, illetve a képet se cenzúrázták. A legtöbb japán kifejezést már a franciák átfordították a saját nyelvükre, illetve néhány szereplőt az érthetőség kedvéért átkereszteltek. A szövegátírások és a félrefordítások tömkelege miatt, amelyek elsősorban a francia változat melléktermékei voltak, a későbbiekben sokaknak nem nyerte el a tetszését a magyar szinkron, abban viszont a legtöbben egyetértenek a mai napig, hogy maga a szinkron kitűnően sikerült, amelyet az Echo Szinkron Kft. készített mindkét sorozat esetében.
1998 júliusában az ORTT (Országos Rádió és Televízió Testület), miután vizsgálat alá vonta a Dragon Ball és Dragon Ball Z című sorozatokat, kiadta határozatát, miszerint a sorozatok törvénysértőek, mely tényt egy pszichológiai szakvélemény alapján állapította meg. A klasszikus Dragon Ball sorozatra - akkori szabályozás szerint - "csak" esti 14-es korhatárt állapított meg 20 órától foganatosítva a vetítést, ám ennek következtében a Z sorozatot sokkal károsabbnak ítélte és szigorúbb késő esti felnőtt korhatárba illesztette volna. (Kétféle régi 18-as korhatár és abszolút tilalom is létezett.) Ez pedig ellehetetlenítette a sorozat délutáni és egyéb sikeres vetítését is, sokan tévesen ezért nevezik mai napig betiltásnak. Az RTL Klub bírósági felülvizsgálatát kérte a határozatnak, így bírósági per indult az RTL Klub és az ORTT között. A jogerős ítéletig az RTL Klub úgy döntött, hogy leveszi az éppen sugárzott Dragon Ball Z sorozatot a műsorról, így 1999. április 23-án a sorozat a 121. résszel fejeződött be. Illetve a nagy siker miatt és az elhúzódó per által a későbbiekben megpróbálkozott éjféli vetítéssel, ám azt az 1. résszel kezdte és ez főleg nézettségi csődöt okozott. Ezáltal az RTL végleg lemondott a sorozat vetítéséről, de a per még mindig tovább húzódott és eközben alakult át uniós mintával a magyarországi korhatár-szabályozás. A jogerős ítélet csupán 2004. május 26.-án született meg, mely szerint a tévécsatorna csak 21 órától hajnali 5 óráig terjedő időszakban vetítheti a sorozatot 16-os korhatárral. Ám erre az RTL Klub szintén nem hajlandó, így a Dragon Ball Z náluk nem került többé műsorra.
A 121. rész feletti epizódokat először négy videókazettán 122-137. részig adták ki, majd egy DVD-t is kiadtak ami 8 részt (122-130. részeket) tartalmazta, és a Nagy Dragon Ball Z DVD néven került forgalomba. Valamivel később további részek kerültek fel a világhálón keresztül, eddig ismeretlen módon (243-247, 263-267, 278-282. részek), amely nyilvánvalóvá tette azt a tényt, hogy a sorozatot teljesen szinkronizálták. A rajongók részéről rengeteg próbálkozás indult annak érdekében, hogy a sorozat újra vetítésre kerüljön, így hamar közismertté vált a „magyar Dragon Ball sztori”. Azonban megoldás a vetítés beszüntetésétől számított tíz év alatt továbbra sem született.
Az összetett képhez tudni érdemes egyébként, hogy más európai országokban is okozott gondot a sorozat. A német RTL II például az első Dragon Ball után már japán változatot rendelt a Z-ből és saját cenzúrázással szintén ugyanolyan délutáni időpontban vetítette, amit a luxemburgi médiahatóság sem tudott tolerálni. Németországban másik TV-csatorna átvette a sorozatot és így az vetítette végig késő esténként. Egyéb országok a Z-ből szintén japán változatot szereztek és gondba kerültek vele, illetve az aktuális időszaktól kezdve animéket sok esetben pont németek árultak tovább saját szövegkönyvvel.
Hosszas küzdelmek után 2008-2009 folyamán egy elszánt Dragon Ball rajongói csapat azonban megtalálta a módját annak, hogy a szinkronokat megszerezzék, és törekvésüket végül siker koronázta, amikor 2009 tavaszára az utolsó fellelhető szinkronos rész is a birtokukba jutott. Így ugyan nem hivatalosan, de az első két sorozat immár magyar szinkronnal (néhány epizódot felirattal) is végig láthatóvá vált mindenkinek.
2010-ben a Plus licensz keretén belül újra elkezdték Kelet-Európában árulni a Dragon Ball, Sailor Moon és One Piece sorozatokat. A Viasat csoport megszerezte ezt a licenszet, és 2012. szeptember 1-től elkezdték leadni a Dragon Ball Z-et. A vetítés eleinte próbaidőre szólt és csak 52 részt adtak le, de a jó nézettségi adatoknak köszönhetően 2013. októberétől kezdve nekiláttak mind a 291 rész levetítésének. A brit médiahatóság tolerálta a délutáni vetítést, illetve később a Viasat átkerült spanyol médiafelügyelethez és ott nappal folyamán bizonyos 16+ tartalom adásba kerülhet. (Ott kétféle 16+ kategória létezik.)

## Eltérések a mangához képest
Az anime túlnyomórészt követi a mangát, ám számos ponton látható eltérés. Ezek egy része a cenzúra miatt van, más része pedig azért, mert az anime előreszaladt a mangához képest, s mivel az epizódoknak adásba kellett kerülniük, így töltelék epizódokat (filler) iktattak be. Mivel 12 oldalnyi mangából kellett 20 perces epizódokat készíteni, ez eléggé érthető is volt, és néha az univerzumot kibővítő, pár részes történeteket is készítettek. Azonban néha ez is kevésnek bizonyult, így az epizódokat kezdték el feltölteni olyan jelenetekkel, melyek a mangában eredetileg nem szerepeltek. A legjellegzetesebb példa erre a Dermesztővel vívott harc a Namek bolygón, ahol bár a bolygónak öt perc alatt meg kellett volna semmisülnie, a csata öt részen át tartott.
Két jelentősebb filler évad, a Garlic Jr. saga és a Cell-féle harcművészeti torna saga lett része a történetnek.
Több kisebb változtatást is eszközöltek, melyek közül a legjelentősebbek:
- Néhányszor tompítottak a brutalitáson. Amikor például Tensinhan elveszti a karját a Nappával vívott ütközetben, az animében visszafogottan ábrázolják, míg a mangában jóval véresebb.
- Dermesztő teljes ereje sem érhet fel Gokuéval a mangában. Nem úgy az animében, ahol egy rövid ideig úgy tűnik, képes felülkerekedni.
- Néhány karakter esetében a mangában kevesebb ujj van a kezükön. Az animében mindenkinek emberszerű keze van, öt ujjal.

## Dragon Ball Kai
2009 februárjában a Toei Animation bejelentette, hogy újra nekilátnak a Dragon Ball Z-nek a 20 éves évforduló alkalmából. Ez tulajdonképpen az eredeti epizódok digitális felújítása volt, kivágva belőle szinte minden olyan részt, amit az animátorok utólag tettek hozzá, tehát csakis olyan dolgok maradtak meg, melyek a mangában is olvashatóak. A premier április 5-én volt a Fuji TV-n. 98 részt sugároztak 2011 márciusáig, ebből 97 részt sugároztak hivatalosan, a 98. részt DVD-n adták ki. A 2011-ben történt földrengés és cunami miatt nem folytatták a sorozatot, így 2011. március 27-én sugározták az utolsó részt. 2014 februárjában bejelentették, hogy folytatják a sorozatot az utolsó történetszállal a Majin Buu-történettel szintén fillermentesen. 2015 júniusában be is fejeződött az utolsó arc-al.

## Egyéb megjelenési formák

### Filmek
1. Halálzóna (1989)
2. A legerősebb a világon (1990)
3. A hatalom fája (1990)
4. Slag nagyúr (1991)
5. Cooler bosszúja (1991)
6. Cooler visszatér (1992)
7. Szuper C-13-as robot (1992)
8. Broly, a legendás szupercsillagharcos (1993)
9. Bojack kiszabadul (1993)
10. Broly visszatér (1994)
11. Bio-Broly (1994)
12. A fúzió újjászületése (1995
13. A sárkány haragja (1995)
14. Istenek harca (2013)
15. F, mint feltámadás (2015)

## TV Speciálok
1. Bardock, Goku apja (1990)
2. Trunks története (1993)
3. One Piece 590. rész: A Történelem Legerősebb Csapata vs. a Tenger Falánksága! (One Piece x Toriko x Dragon Ball Z crossover) (2013)
4. Toriko 99. rész: Előre, Legerősebb sereg! Toriko, Luffy, Goku! (One Piece x Toriko x Dragon Ball Z crossover) (2013)

## OVA
1. Terv a csillagharcosok kiirtására (1993)
2. A Dragon Ball Z világa (2000)
3. Yo! Son Goku és barátai visszatérnek! (2008)
4. Terv a szupercsillagharcosok kiirtására (2010)
5. Bardock epizódja (2011)

## Dalok

### Főcímdalok
- Hironobu Kageyama - Cha-La Head-Cha-La (1-199. epizód, 1-9. film)
- Hironobu Kageyama   - We Gotta Power (200-291. epizód)

### Végfőcímdalok
- MANNA - Detekoi Tobikiri Zenkai Pawā! (1-199. epizód)
- Hironobu Kageyama - We Were Angels (200-291. epizód)

## Szereplők
| Szereplő neve                           | Japán hang | Magyar hang                                                |
| --------------------------------------- | --- | ---------------------------------------------------------- |
| Son Goku                                | Nozava Maszako                                                                                                | Lippai László                                              |
| Bardock                                 | Nozava Maszako                                                                                                | Lippai László                                              |
| Son Gohan                               | Nozava Maszako                                                                                                | Koltai Judit (1-198.rész) Csőre Gábor (199-291.rész)       |
| Son Goten                               | Nozava Maszako                                                                                                | Koltai Judit (201-288.rész) Markovics Tamás (289-291.rész) |
| Ifjú Sátán                              | Furukava Tosio                                                                                                | Csík Csaba Krisztián                                       |
| Vegita                                  | Horikava Rjó                                                                                                  | F. Nagy Zoltán Bozsó Péter                                 |
| Bulma                                   | Curu Hiromi                                                                                                   | Kiss Erika                                                 |
| Bra                                     | Curu Hiromi                                                                                                   | Oláh Orsolya                                               |
| Trunks                                  | Kuszao Takesi                                                                                                 | Szokol Péter                                               |
| Krilin                                  | Tanaka Majumi                                                                                                 | Breyer Zoltán                                              |
| Yai                                     | Tanaka Majumi                                                                                                 | Seszták Szabolcs                                           |
| Yamcha                                  | Furuja Tóru                                                                                                   | Forgács Péter                                              |
| Tensinhan                               | Szuzuoki Hirotaka                                                                                             | Wohlmuth István                                            |
| Chaos                                   | Emori Hiroko                                                                                                  | Minárovits Péter                                           |
| Chi-Chi                                 | Só Majumi (1-66. rész) Vatanabe Naoko (88-291. rész)                                                          | Törtei Tünde                                               |
| Zseniális Teknős                        | Mijaucsi Kóhei (2-260. rész) Maszuoka Hirosi (288-291. rész)                                                  | Kenderesi Tibor                                            |
| Dolong                                  | Tacuta Naoki                                                                                                  | Melis Gábor                                                |
| Macsek                                  | Vatanabe Naoko                                                                                                | Galkó Balázs                                               |
| Launch                                  | Kojama Mami                                                                                                   | Zakariás Éva                                               |
| Herkules                                | Góri Daiszuke                                                                                                 | Imre István                                                |
| Videl                                   | Minagucsi Júko                                                                                                | Böhm Anita                                                 |
| Pan                                     | Minagucsi Júko                                                                                                | Haffner Anikó                                              |
| Baba                                    | Takigucsi Dzsunpei (9-34. rész) Tanaka Majumi (207-271. rész)                                                 | Gruiz Anikó                                                |
| Dende                                   | Szuzuki Tomiko (49-288. rész) Júki Hiro (290-291. rész)                                                       | Roatis Andrea                                              |
| Gyumao                                  | Góri Daiszuke                                                                                                 | Pálfai Péter                                               |
| Yama                                    | Góri Daiszuke                                                                                                 | Varga Tamás                                                |
| Teknős                                  | Góri Daiszuke                                                                                                 | Pataky Imre                                                |
| Momo                                    | Nisio Toku | Bede-Fazekas Szabolcs                                      |
| Karin mester                            | Nagai Icsiró (26-192. rész) Tacuta Naoki (238-285. rész)                                                      | Virághalmy Judit                                           |
| Mindenható                              | Aono Takesi                                                                                                   | Konrád Antal                                               |
| Marron                                  | Szuzuki Tomiko                                                                                                |                                                            |
| Északi Kaito                            | Janami Dzsódzsi                                                                                               | Beregi Péter Áron László Verebély Iván                     |
| Dr. Brief                               | Janami Dzsódzsi                                                                                               | Verebély Iván                                              |
| Mrs. Brief                              | Mukai Mariko (44-107. rész) Kavanami Jóko (124-256. rész) Emori Hiroko (140. rész)                            | Detre Annamária                                            |
| Haiya Dragon                            | Tacuta Naoki                                                                                                  |                                                            |
| Bubbles                                 | Tacuta Naoki                                                                                                  | R. Kárpáti Péter                                           |
| Gregory                                 | Micuja Júdzsi                                                                                                 | Bartucz Attila                                             |
| Raditz                                  | Csiba Sigeru                                                                                                  | Megyeri János                                              |
| Nappa                                   | Iizuka Sózó                                                                                                   | Horányi László                                             |
| Dermesztő                               | Nakao Rjúszei                                                                                                 | Cs. Németh Lajos                                           |
| Zarbon                                  | Hanami Só | Csík Csaba                                                 |
| Dodoria                                 | Hori Jukitosi                                                                                                 | Bessenyei Emma                                             |
| Ginyu kapitány                          | Hori Hidejuki                                                                                                 | Holl Nándor                                                |
| Jeice                                   | Tanaka Kazumi                                                                                                 | Sztarenki Pál                                              |
| Burter                                  | Kisino Jukimasza                                                                                              | Salinger Gábor                                             |
| Reacoome                                | Ucumi Kendzsi                                                                                                 | Németh Gábor                                               |
| Guldo                                   | Sioja Kózó | Bácskai János                                              |
| Guru                                    | Takigucsi Dzsunpei (53-75. rész) Szató Maszaharu (100-105. rész)                                              | Kristóf Tibor                                              |
| Porunga                                 | Takigucsi Dzsunpei                                                                                            | Uri István Breyer László                                   |
| Garbig Junior                           | Akira Kamija (Filmben) Csiba Sigeru (tv-sorozatban)                                                           | Rosta Sándor                                               |
| Garbig Junior csatlósai (tv-sorozatban) | Hikaru Midorikawa Daisuke Gōri Tetsuo Mizutori Masaharu Satō                                                  | Csőre Gábor Imre István Lázár Sándor Várday Zoltán         |
| Marlene                                 | Kobajasi Júko                                                                                                 | Tátrai Zita                                                |
| Cord tábornok                           | Góri Daiszuke (118-121. rész) Szató Maszaharu (195. rész)                                                     | Botár Endre                                                |
| Dr. Gero                                | Jada Kódzsi                                                                                                   | Rudas István                                               |
| C-16                                    | Midorikava Hikaru                                                                                             | Megyeri János                                              |
| C-17                                    | Nakahara Sigeru                                                                                               | Crespo Rodrigo                                             |
| C-18                                    | Itó Miki | Liptai Claudia                                             |
| C-19                                    | Hori Jukitosi                                                                                                 | Kardos Gábor                                               |
| Cell                                    | Vakamoto Norio                                                                                                | Balázsi Gyula                                              |
| Paikuhan                                | Midorikava Hikaru                                                                                             | Barabás Kiss Zoltán                                        |
| Bubu                                    | Sioja Kózó | Csík Csaba                                                 |
| Bubu (kifejlődött)                      | Sioja Kózó | Kárpáti Levente                                            |
| Uub                                     | Urava Megumi                                                                                                  | Bódy Gergely                                               |
| Babidi                                  | Janami Jódzsi                                                                                                 | Tarján Péter                                               |
| Dabura                                  | Ótomo Rjúzaburó                                                                                               | Csuha Lajos                                                |
| Neptunusz (Kaioshin)                    | Micuja Júdzsi                                                                                                 | Sztarenki Pál                                              |
| Öreg Kaioshin                           | Nomoto Reizu                                                                                                  | Vizy György                                                |
| Kibito                                  | Aomori Sin | Barbinek Péter                                             |
| Déli Kaito                              | Nisio Toku | Salinger Gábor                                             |
| Nyugati Kaito                           | Simada Bin | Forgács Gábor                                              |
| Keleti Kaito                            | Jamamoto Keiko                                                                                                | Zsolnai Júlia                                              |
| Fő Kaito                                | Szaikacsi Rjúdzsi                                                                                             | Kristóf Tibor                                              |
| Sharpner                                | Júki Hiro | Welker Gábor                                               |
| Shenron                                 | Ucumi Kendzsi Szató Maszaharu (193. epizód)                                                                   | Kajtár Róbert Uri István                                   |
| Goz                                     | Masaharu Satō (13. epizód) Ryōichi Tanaka (95. epizód) Hisao Egawa (195. epizód) Ryō Horikawa (280. epizód)   | Csuja Imre                                                 |
| Mez                                     | Kōji Totani (13. epizód) Hirotaka Suzuoki (95. epizód) Masaharu Satō (195. epizód) Daisuke Gōri (280. epizód) | Németh Gábor                                               |
| Konferanszié                            | Szuzuoki Hirotaka                                                                                             | Varga Tamás                                                |
| Narrátor                                | Janami Dzsódzsi                                                                                               | Bordi András                                               |

## Magyar változat
A szinkront az AB Internation Distrobution megbízásából az Echo Szinkron Kft. készítette.
Magyar változat: Kiss Barnabás, Zábori Márta, Németh Márta, Popper Éva, Miklóssy Mariann
Hangmérnök: Varró Simon, Papp Zoltán
Vágó: Sallai Gyula, Varró Viktor
Gyártásvezető: Jaksa Ágnes, Káró Kata
Szinkronrendező: Gyenizse András

### Idegen nyelvű oldalak
- Angol Dragon Ball Z website (angolul)
- Toei Dragon Ball Z website (japánul)
- Ultimate DBZ, egy rajongói oldal (angolul)
- Satan City (angolul)
- Daizenshuu EX (angolul)
- DBZ Sneeze (angolul)
- Dragon Ball, Z, GT (angolul)
- Dragon Ball Arena (angolul)

### Magyar nyelvű oldal
Dragon Ball Z GT Website (magyarul)